# Hypsiprymnopsis
Hypsiprymnopsis is een nomen dubium dat waarschijnlijk tot de orde Haramiyida behoort. Er is één geïsoleerde tand van bekend, die uit het Boven-Trias van Europa komt.